# Hvozdík kartouzek

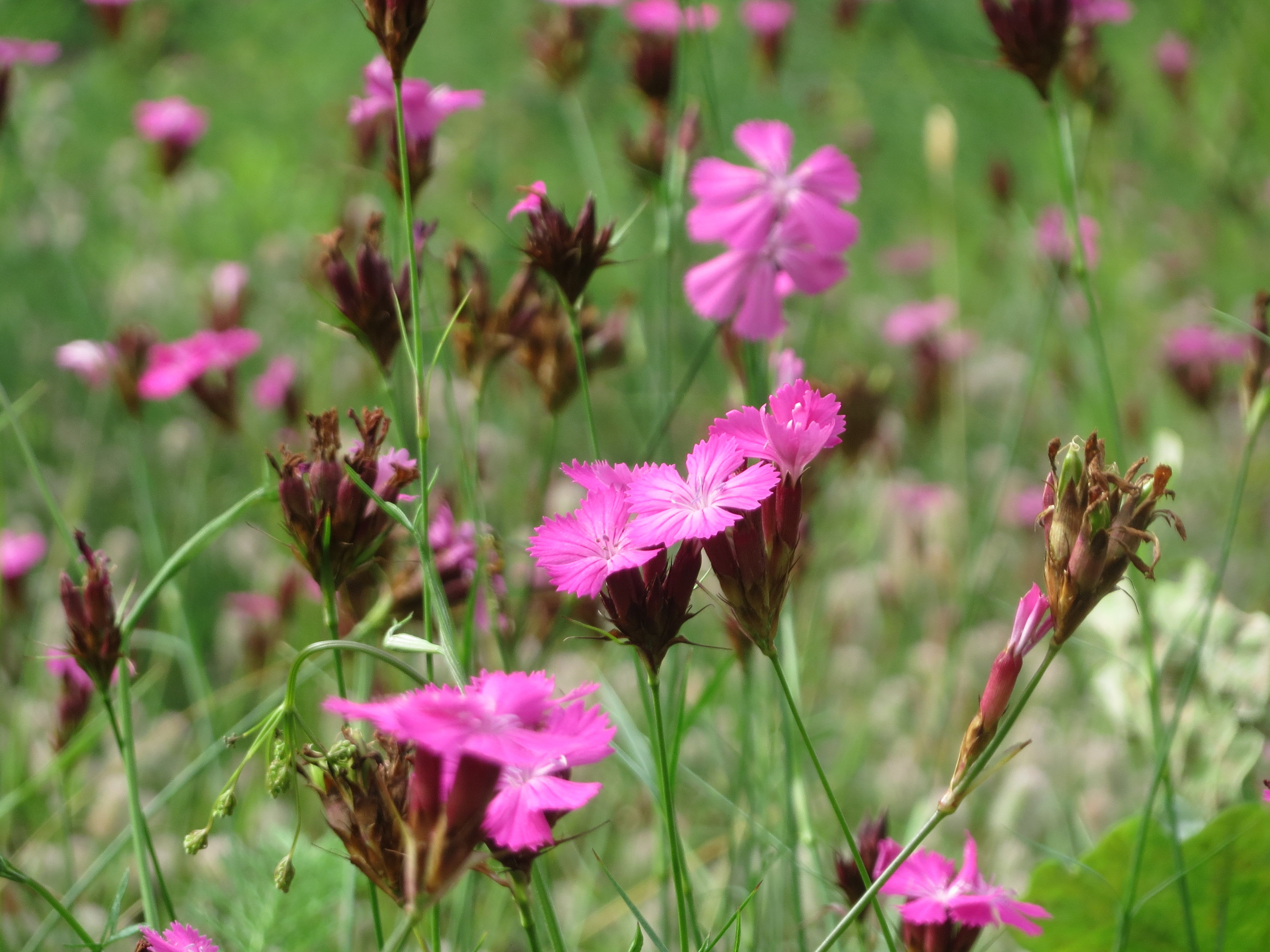
Hvozdík kartouzek (slzička)

Hvozdík kartouzek (Dianthus carthusianorum) je vytrvalá bylina běžně rostoucí na suchých loukách a mezích a kvetoucí nachovými nebo tmavě růžovými květy. Řadí se do čeledi hvozdíkovitých (starší název silenkovité). V roce 1989 se stal německou Rostlinou roku.

## Popis
Víceletá trsnatá rostlina. Lodyhy jsou přímé, nevětvené, lysé a nahoře čtyřhranné. Listy čárkovité a špičaté, 2-5 mm široké (přízemní jsou užší), na okraji drsné, odstálé a na bázi krátce pochvovitě srostlé. Kvetoucí lodyhy jsou 10 až 50 cm vysoké. Na lodyze se zpravidla nachází jeden květ, občasně může být i více květů (svazeček 2-6 květů). Kalich je válcovitý, 14-18 mm dlouhý, lysý a nahoře červenohnědý s pěti trojbokými zuby. Koruna je červená, nachová, vzácně bílá, s pěti okvětními lístky, které jsou 6-12 mm dlouhé a vpředu zubaté. Tyčinek je 10, prašníky jsou tmavě fialové. Plodem je tobolka. Kvete od června do srpna.

## Výskyt
Roste na výslunných skalách a svazích, na mezích, suchých trávnících, skalních stepích a v lesních lemech. V pásmu od nížin do podhůří po celém území ČR, a to v několika poddruzích.

## Poddruhy
- Jen na hadci roste vzácný hvozdík kartouzek hadcový (D. c. subsp. capillifrons).
- Hvozdík kartouzek sudetský (D. c. subsp. sudeticus) je úzce endemickým poddruhem Hrubého Jeseníku.

- Na hranicích ČR se Slovenskem a na Slovensku je k nalezení několik dalších poddruhů.
- Hvozdík kartouzek širokolistý (D. c. subsp. latifolius) roste od Boskovic (ČR) na východ. Na Slovensku se vyskytuje v okolí Topoľčan, Ráztočna u Prievidzy, Šútova u Martina a Malužnické v Nízkých Tatrách.
- Hvozdík kartouzek horský ("D. c. subsp. subalpinus") je endemit Karpat.
- Hvozdík kartouzek skalní ("D. c. subsp. saxigenus") je poddruhem rostoucím ve východních Karpatech. Na Slovensko vůbec nezasahuje, ovšem populace na Bukovských Vrchách se mu velmi blíží.

## Lidové názvy
Hvozdík kartouzek se pro zářivou barvu květů hojně používal do kytiček a věnců i k ozdobě, a i když není léčivý, má řadu lidových názvů, například:
- hvozdík slzička
- karafiat slzyčka
- planý karafiát
- slzičky
- slzičky P. Marie

## Zajímavosti
- Druhové jméno dostal údajně proto, že kartuziánští mniši tuto rostlinu dříve často pěstovali ve svých zahradách.
- Rostliny čeledi hvozdíkovitých se vyznačují tím, že obsahují saponiny, které ve svých kořenech obsahuje také hvozdík kartouzek.
- Nejčastějším opylovačem, díky zářivé barvě květu, jsou motýli.